# 卡拉蘇拉克河
卡拉蘇拉克河（烏克蘭語：Карасулак），是烏克蘭的河流，位於該國西南部，發源自庫貝東北面，流經敖德薩州，最終在克里尼奇內西南面注入亞爾普格湖，河道全長21公里。